# Panait Macri
Panait Macri (n. 1863, Găvanoasa, Cahul – d. 4 iulie 1932, București) a fost un ziarist și publicist român originar din Basarabia.